# Gaiskogel (Zuidelijke Sellrainer Bergen, 2820 meter)
De Gaiskogel is een 2820 meter hoge berg in de Stubaier Alpen in het Oostenrijkse Tirol.
De berg is gelegen op de grens tussen de districten Imst en Innsbruck Land in de Zuidelijke Sellrainer Bergen, een subgroep van de Stubaier Alpen, nabij Kühtai, niet ver van het Speicher Finstertal. De berg moet niet worden verward met de 2720 meter hoge Gaiskogel, die hemelsbreed ongeveer zesenhalve kilometer naar het zuidwesten ook in de Zuidelijke Sellrainer Bergen, nabij de Hohe Wasserfalle (3003 meter), gelegen is. De Gaiskogelscharte (2658 meter) scheidt de Gaiskogel van de Pockkogel.
De top van de Gaiskogel wordt meestal beklommen vanuit Kühtai of vanaf de iets lager gelegen Dortmunder Hütte (1949 meter). Ook is het mogelijk om vanaf Kühtai met de Drei-Seen-Bahn reeds de Wiesberg over te trekken. Vanaf de Drei-Seen-Hütte (2311 meter), die iets lager dan het bergstation van de Drei-Seen-Bahn gelegen is, is de top via de Gaiskogelscharte en de zuidwestelijke graat in ongeveer twee uur te bereiken.

## Kaarten
- DAV-Karte 31/2 Sellrain